# Xiao'erjing
El xiao'erjing, xiao'erjin, xiaor jin o en su forma abreviada, xiaojing, significando literalmente «escritura infantil» o «escritura menor» (comparado con «escritura original» refiriendo a la escritura perso-arábiga original, en chino tradicional, 本經; en chino simplificado, 本经; pinyin, Běnjīng), es la práctica de escribir lenguas siníticas tal como el mandarín (especialmente el dialecto lanyin, dialecto zhongyuan y el dialecto mandarín del Noreste) o el dungano en la escritura árabe. Es utilizado en ocasiones por varias minorías étnicas en China que se adhieren a la fe islámica en China (mayoritariamente la etnia hui, pero también los dongxiang, y la etnia salar), y anteriormente por sus descendientes dunganos en Asia central. Las reformas de escritura de la Unión Soviética forzaron a los dunganos a reemplazar el xiao'erjing con un alfabeto latino y más tarde con un alfabeto cirílico, que se siguen utilizando hasta hoy.
El xiao'erjing se escribe de derecha a izquierda, al igual que con otros sistemas de escritura utilizando la escritura perso-arábiga. El sistema de escritura xiao'erjing es el único de todos los otros sistemas de escritura árabe basado en que todas las vocales, largas y cortas están marcados explícitamente en todo momento con diacríticos árabes, a diferencia de algunas otras escrituras basadas en el árabe como el Uyghur Ereb Yéziqi que utiliza letras completas y no diacríticos para marcar vocales cortas. Ambas prácticas están en contraste con la práctica de la omisión de las vocales cortas en la mayoría de los idiomas para los que se ha adoptado la escritura árabe (como el árabe, el persa, y el urdu). Esto es posiblemente debido a la importancia fundamental de la vocal en una sílaba china.

## Nomenclatura
Xiao'erjing no tiene un solo nombre estándar. En Shanxi, Hebei, Henan, Shandong, el este de Shaanxi y Pekín, Tianjin y las provincias del noreste, la escritura se conoce como «Xiǎo'érjīng», que abreviado se convierte en «Xiǎojīng» o «Xiaojing» (este último «Xiao» tiene el significado de «revisar» en las regiones antes mencionadas). En Ningxia, Gansu, Mongolia Interior, Qinghai, en el oeste de Shaanxi y las provincias del noroeste, la escritura se conoce como «Xiǎo'érjǐn». Los dongxiang se refieren a ella como la «escritura dongxiang» o la «escritura huihui»; los salar se refieren a ella como la «escritura salar»; los dunganos de Asia Central utilizan una variación de Xiao'erjing llamado la «escritura Hui», antes de abandonar la escritura árabe para el latino y el cirílico. Según A. Kalimov, un famoso lingüista dunganos, los dunganos de la antigua Unión Soviética llamaron a esta escritura «щёҗин (shchyozhin)».

## Orígenes
Desde la llegada del Islam durante la dinastía Tang (a partir de mediados del siglo VII), varias personas de habla árabe o persa emigraron a China. Siglos más tarde, estos pueblos asimilaron con los nativos chinos de etnia han, formando la actual etnia Hui. Muchos estudiantes musulmanes chinos asisten a las madrazas para estudiar el árabe clásico y el Corán. Debido a que estos estudiantes tenían un conocimiento muy básico de los caracteres chinos, pero que tendrían un mayor dominio de la lengua hablada una vez asimilada, se comenzó a utilizar la escritura árabe para el chino. Esto se hace a menudo por escribir notas en chino para ayudar a la memorización de suras. Este método también se utilizó para escribir traducciones chinas de vocabulario árabe aprendido en las madrazas. Por lo tanto, un sistema de escritura del idioma chino con la escritura árabe se desarrolló gradualmente y se normalizó en cierta medida. Actualmente, el artefacto más antiguo conocido que muestra signos de Xiao'erjing es una estela de piedra en el patio de la mezquita Daxue Xixiang en Xi'an en la provincia de Shaanxi. Esta esteña muestra inscrita versos coránicos en árabe así como una breve nota de los de los que escribieron en Xiao'erjing. Esta estela fue hecha en el año 740 después de la hégira en el calendario islámico (entre el 9 de julio de 1339 y el 26 de junio de 1340). Algunos viejos manuscritos en xiao'erjing (junto con otros textos raros, incluidos los de Dunhuang) se conservan en el Instituto de Manuscritos Orientales de la Academia Rusa de Ciencias en San Petersburgo, Rusia.

## Uso

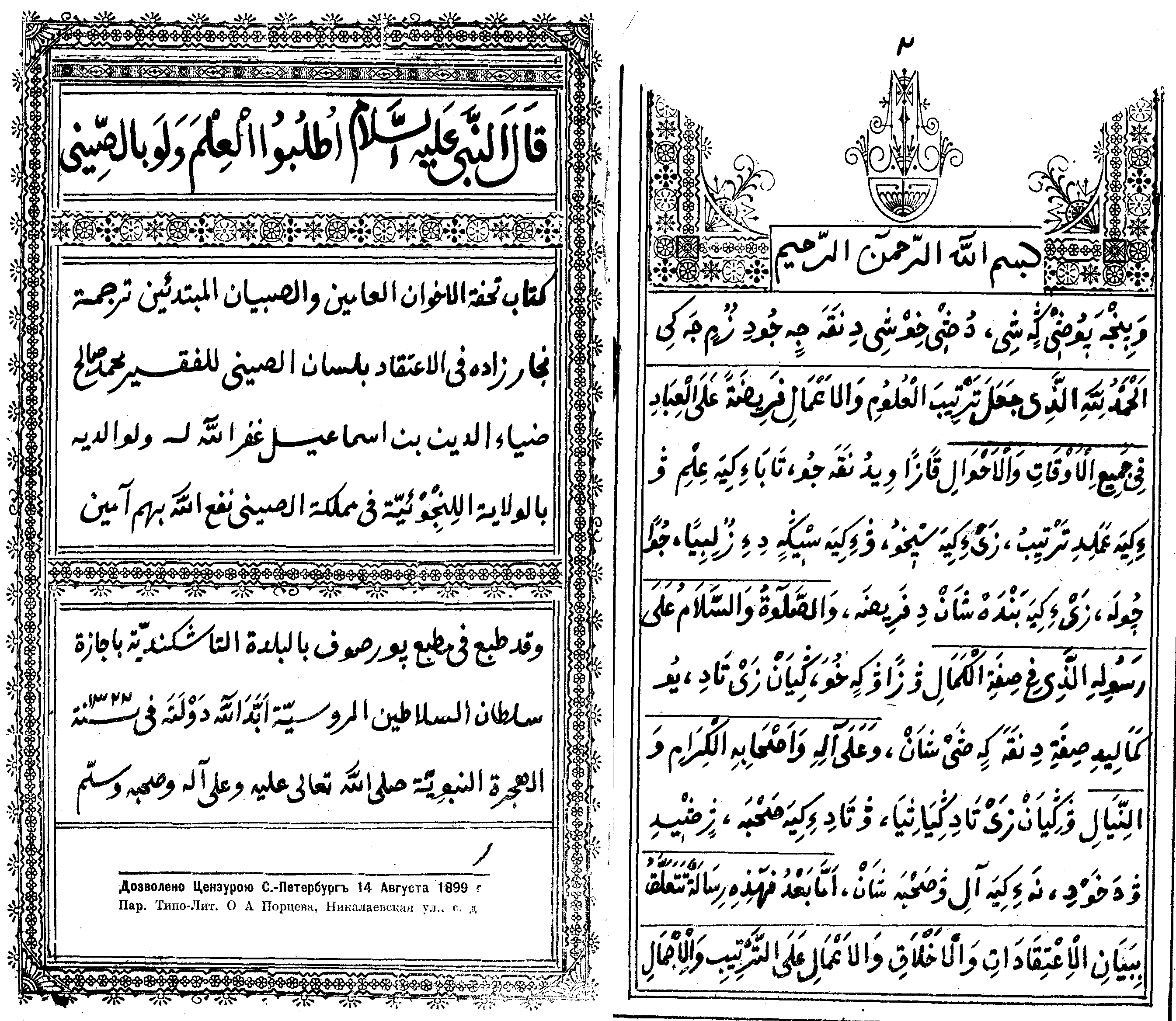
Un libro en árabe sobre el ritual islámico, con una traducción paralela al chino en la escritura xiao'erjing, publicado en Taskent en 1899.

El xiao'erjing se puede dividir en dos grupos, el «sistema de mezquita», y el «sistema cotidiano». El «sistema de mezquita» es el sistema utilizado por los alumnos e imanes en mezquitas y madrazas. Contiene mucho léxico religioso árabe y persa, y el no uso de los caracteres chinos. Este sistema es relativamente estándar, y se puede considerar un verdadero sistema de escritura. El «sistema cotidiano» es el sistema utilizado por los menos educados en cartas y correspondencias a nivel personal. A menudo, los caracteres chinos simples se mezclan con la escritura árabe, tratando principalmente asuntos no religiosos, y con ella relativamente poco préstamos árabes y persas. Esta práctica puede variar drásticamente de una persona a otra. El sistema se diseñó por el propio escritor, con la propia comprensión de los alfabetos árabe y persa, asignada de acuerdo a la propia pronunciación dialectal. A menudo, solo el remitente de la carta y el receptor de dicha carta pueden entender completamente lo que está escrito, mientras que es muy difícil para que otros lo lean. A diferencia de los musulmanes hui en otras zonas de China, los musulmanes de las provincias del noroeste de Shaanxi y Gansu no tenían conocimiento del Han Kitab o del chino clásico, que utilizaban xiaoerjing. El xiaoerjing se utilizó para anotar en chino, documentos islámicos de lenguas extranjeras en lenguas como el persa.
El xiaojing se utilizaba principalmente por los musulmanes que no sabía leer los caracteres chinos. Fue imperfecta debido a diversos factores. Los diferentes dialectos chinos requerirían múltiples representaciones diferentes con el xiaojing. El xiaojing no puede mostrar los tonos presentes en chino, las terminaciones en las sílabas son indistinguibles, por ejemplo, xi'an y xian. El xiaoerjing era mucho más simple que los caracteres chinos para la representación del chino.

### Uso moderno
En los últimos años, el uso de Xiao'erjing está a punto de extinguirse debido a la creciente economía de la República Popular China y a la mejora de la educación de los caracteres chinos en las zonas rurales de China. Los caracteres chinos, junto con el Hanyu Pinyin han sustituido al Xiao'erjing. Desde mediados de la década de 1980, ha habido mucho trabajo académico realizado dentro y fuera de China en relación con el xiao'erjing. Una investigación en la localización se ha llevado a cabo y los usuarios de Xiao'erjing han sido entrevistados. Los materiales escritos e impresos de xiao'erjing también fueron recogidos por los investigadores, los que están en la Universidad de Nankín siendo los más completos. Machida Kazuhiko está liderando un proyecto en Japón sobre el xiaoerjin. Los libros se imprimen en xiaoerjin. En los coranes en idioma árabe, se utilizan anotaciones en xiaoerjin para ayudar a las mujeres a leer. El xiaoerjing se utiliza para explicar ciertos términos cuando se utilizan como anotaciones. El xiaoerjing también se utiliza para escribir en coranes en idioma chino.

## Alfabeto
Xiao'erjing tiene 36 letras, 4 de ellas se usan para representar sonidos vocales. Las 36 letras consiste en que 28 de ellas tomaron del árabe, 4 del persia junto con 2 letras modificadas, y 4 letras extra propias del Xiao'erjing.

### Iniciales y consonantes
|    | Letra | Final-Media-Inicial | Pronunciación chino estándar | Hanyu Pinyin    | Pronunciación árabe | Pronunciación persa | Ejemplo             | Notas |
| -- | ----- | ------------------- | ---------------------------- | --------------- | ------------------- | ------------------- | ------------------- | --- |
| 1  |       |                     | [ɑ], [a]                     | a, a-, -a, -a-  | [ʔ], [aː], [æː]     | [ʔ], [ɔ], [æ]       | اَ(阿ā)              | sonido vocálico |
| 2  |       |                     | [p]\|[b]-                    | b-              | [b]                 | [b]                 | بَا(爸bà)            | |
| 3  |       |                     | [pʰ]-                        | p-              | ninguno             | [p]                 | پُ(婆pó)             | tomado del persa |
| 4  |       |                     | [tʰ]-                        | t-              | [t]                 | [t]                 | تَا(塔tǎ)            | |
| 5  |       |                     | [tɕʰ]-, [ɕ]-                 | q-, x-          | [θ]                 | [s]                 | ثِئ(些xiē)           | el cambio de sonido se produce cuando se representa en chino                                                                              |
| 6  |       |                     | [tɕʰ]-                       | q-              | ninguno             | ninguno             | ٿْو(穷qióng)         | |
| 7  |       |                     | [tʂ]-                        | zh-             | [dʒ]                | [dʒ]                | جـْ(这zhè)           | el cambio de sonido se produce cuando se representa en chino                                                                              |
| 8  |       |                     | [tʂʰ]-                       | ch-             | ninguno             | [tʃ]                | چـْ(车chē)           | tomado del persa |
| 9  |       |                     | [x]-                         | h-              | [ħ]                 | [h]                 | حـْ(河hé)            | utilizado antes de la sílaba con las finales del Hanyu Pinyin -e, -ei, -en, -eng                                                          |
| 10 |       |                     | [x]-                         | h-              | [x]                 | [x]                 | خـُ(湖hú)            | utilizado antes de la sílaba con las finales del Hanyu Pinyin -u, -ua, -uai, -uan, -uang, -ui, -un, -uo                                   |
| 11 |       |                     | [t]\|[d]-, [tɕ]-             | d-, j-          | [d]                 | [d]                 | دٍْ(钉dīng)           | también utilizado para representar unas pocas sílabas con la inicial del Hanyu Pinyin j-                                                  |
| 12 |       |                     | [ts]-                        | z-              | [ð]                 | [z]                 | ذَىْ(在zài)           | |
| 13 |       |                     | -[ɻ]                         | -r              | [r]                 | [r]                 | لِر(粒儿lìr)         | representa el sonido final rótico -r |
| 14 |       |                     | ninguno                      | ninguno         | [z]                 | [z]                 | زَكَاة(zakat)         | solo se utiliza con los préstamos árabes                                                                                                  |
| 15 |       |                     | [ʐ]\|[ɻ]-                    | r-              | ninguno             | [ʒ]                 | ژْ(热rè)             | tomado del persa |
| 16 |       |                     | [s]-, [ɕ]-                   | s-, x-          | [s]                 | [s]                 | سٍ(信xìn)            | también utilizado para representar unas pocas sílabas con la inicial del Hanyu Pinyin s- y sh-                                            |
| 17 |       |                     | [s]-                         | s-              | ninguno             | ninguno             | (思sī)              | solo utilizado para el tono entrante o anteriormente en las sílabas de tono entrante                                                      |
| 18 |       |                     | [ʂ]-, [ɕ]-                   | sh-, x-         | [ʃ]                 | [ʃ]                 | شِ(是shì)            | also used to represent a few syllables with the Hanyu Pinyin initial x-                                                                   |
| 19 |       |                     | [s]-                         | s-              | [sˤ]\|[sˠ]          | [s]                 | صْ(色sè)             | |
| 20 |       |                     | ninguno                      | ninguno         | [dˤ]\|[ðˠ]          | [z]                 | الْضَّاد(letter ḍād)   | solo se utiliza con los préstamos árabes                                                                                                  |
| 21 |       |                     | [tsʰ]-                       | c-              | ninguno             | ninguno             | ڞْ(册cè)             | |
| 22 |       |                     | [ts]-                        | z-              | [tˤ]\|[tˠ]          | [t]                 | طٌ(遵zūn)            | el cambio de sonido se produce cuando se representa en chino                                                                              |
| 23 |       |                     | [ts]-                        | z-              | [ðˤ]\|[ðˠ]          | [z]                 | ظْ(作zuò)            | el cambio de sonido se produce cuando se representa en chino                                                                              |
| 24 |       |                     | [ə]                          | e, e-, -e, -e-  | [ʕ]                 | [ʔ]                 | عـَ(恶è)             | representa una vocal en chino, pero considerada una consonante cuando representa préstamos árabes y persas                                |
| 25 |       |                     | ninguno                      | ninguno         | [ɣ]\|[ʁ]            | [ɣ], [q], [ɢ], [x]  | غَبْن(criminal fraud) | solo se utiliza con los préstamos árabes                                                                                                  |
| 26 |       |                     | [f]-                         | f-              | [f]                 | [f]                 | فِ(废fèi)            | |
| 27 |       |                     | [k]\|[ɡ]-                    | g-              | [q]                 | [q], [ɢ]            | قَ(个ge)             | el cambio de sonido se produce cuando se representa en chino                                                                              |
| 28 |       |                     | ninguno                      | ninguno         | [k]                 | ninguno             | كَلِمَة(proverb)       | solo se utiliza con los préstamos árabes                                                                                                  |
| 28 |       |                     | [kʰ]-                        | k-              | ninguno             | [k]                 | کْ(可kě)             | tomado del persa |
| 29 |       |                     | ninguno                      | ninguno         | ninguno             | [ɡ]                 | گنج(treasure)       | tomado del persa y solo utilizado en préstamos del persa                                                                                  |
| 30 |       |                     | [ŋ]-, [ɲ]-                   | ng-, gn-        | ninguno             | ninguno             | ݣْا(仰ngǎng)         | relativamente raro, utilizado para representar ya sea el [ŋ]- inicial de Ningxia y Mongolia Interior o el [ɲ]- inicial de Gansu y Qinghai |
| 31 |       |                     | [l]-                         | l-              | [l]\|[lˤ]           | [l]                 | لِ(里lǐ)             | |
| 32 |       |                     | [m]\|[n]-                    | m-, n-          | [m]                 | [m]                 | مِ(秘mì)             | |
| 33 |       |                     | [n]-                         | n-              | [n]                 | [n]                 | نِ(你nǐ)             | |
| 34 |       |                     | [x]-                         | h-              | [h]                 | [h], [ɛ], [æ]       | هَا(哈hā)            | utilizado principalmente con préstamos del árabe, utilizado antes de las sílabas con las finales del Hanyu Pinyin -a, -ai, -an, -ang, -ao |
| 35 |       |                     | [u], [ʊ]                     | wu, u-, -u, -u- | [w], [uː]           | [v], [u], [o], [ow] | ءُ(无wú)             | sonido vocálico |
| 36 |       |                     | ninguno                      | ninguno         | [j], [iː]           | ninguno             | يَوْم(Judgement Day)  | solo se utiliza con los préstamos árabes y un sonido vocálico                                                                             |
| 36 |       |                     | [i], [ɪ]                     | yi, i-, -i, -i- | ninguno             | [j], [i], [e]       | يَا(呀ya)            | tomado del persa y un sonido vocálico |

### Finales y vocales
|    | Script  | Pronunciación chino estándar | Hanyu Pinyin | Ejemplo      | Notas                                                                        |
| -- | ------- | ---------------------------- | ------------ | ------------ | ---------------------------------------------------------------------------- |
| 1  | o       | [ɑ]                          | a            | اَ(阿ā)       |                                                                              |
| 2  |         | -[ɑ]                         | -a           | دَا(大dà)     |                                                                              |
| 3  |         | [iɑ]                         | ya           | يَا(呀ya)     |                                                                              |
| 4  |         | -[iɑ]                        | -ia          | كِا(家jiā)    | limitado a las sílabas con las iniciales del Hanyu Pinyin j-, q-, x-, l-     |
| 5  |         | [uɑ]                         | wa           | وَ(娃wá)      |                                                                              |
| 6  |         | -[uɑ]                        | -ua          | قُوَ(刮guā)    |                                                                              |
| 7  | ninguno | [o]                          | o            | ninguno      | nada frecuente, ninguna representación en el xiao'erjing                     |
| 8  | ninguno | [uo]\|[uɔ]                   | wo           | ninguno      | nada frecuente, ninguna representación en el xiao'erjing                     |
| 9  |         | [ə]\|[ɤ]                     | e            | عـَ(恶è)      |                                                                              |
| 10 | o       | -[ə]\|[ɤ]                    | -e           | دْ(德dé)      |                                                                              |
| 11 |         | [uə]                         | wo           | وَع(我wǒ)     |                                                                              |
| 12 |         | -[uə]                        | -uo          | قُوَع(国guó)   |                                                                              |
| 13 |         | [ɑɻ]                         | er           | عَر(儿ér)     |                                                                              |
| 14 |         | -[ɻ]                         | -r           | لِر(粒儿lìr)  | representa el sonida final rótico -r                                         |
| 15 | ninguno | [ɛ]                          | ê            | ninguno      | nada frecuente, ninguna representación en el xiao'erjing                     |
| 16 |         | [iɛ]                         | ye           | اِئ(耶yē)     |                                                                              |
| 17 |         | -[iɛ]                        | -ie          | كِئ(解jiě)    |                                                                              |
| 18 |         | [yɛ]                         | yue          | يُؤ(约yuē)    |                                                                              |
| 19 |         | -[yɛ]                        | -üe, -ue     | كُؤ(决jué)    | limitado a las sílabas con las iniciales del Hanyu Pinyin j-, q-, x-, l-, n- |
| 20 | o       | [i]                          | yi           | ءِ(意yì)      |                                                                              |
| 21 |         | -[i]                         | -i           | چـِ(其qí)     |                                                                              |
| 22 |         | -[]                          | -i           | ذِ(子zǐ)      | limitado a las sílabas con las iniciales del Hanyu Pinyin z-, c-, s-         |
| 23 |         | -[ɨ]                         | -i           | جـِ(知zhī)    | limitado a las sílabas con las iniciales del Hanyu Pinyin zh-, ch-, sh-, r-  |
| 24 |         | [aɪ]                         | ai           | اَىْ(爱ài)     |                                                                              |
| 25 |         | -[aɪ]                        | -ai          | كَىْ(凯kǎi)    |                                                                              |
| 26 | ninguno | [eɪ]                         | ei           | ninguno      | nada frecuente, ninguna representación en el xiao'erjing                     |
| 27 | o       | -[eɪ]                        | -ei          | دِؤ(得děi)    |                                                                              |
| 28 |         | [uaɪ]                        | wai          | وَىْ(歪wāi)    |                                                                              |
| 29 |         | -[uaɪ]                       | -uai         | كُوَىْ(块kuài)  |                                                                              |
| 30 |         | [ueɪ]                        | wei          | وِ(为wèi)     |                                                                              |
| 31 |         | -[ueɪ]                       | -ui          | حُوِ(回huí)    |                                                                              |
| 32 | o       | [u]                          | wu           | ءُ(无wú)      |                                                                              |
| 33 | o       | -[u]                         | -u           | كُو(苦kǔ)     |                                                                              |
| 34 |         | [aʊ]                         | ao           | اَوْ(奥ào)     |                                                                              |
| 35 |         | -[aʊ]                        | -ao          | قَوْ(高gāo)    |                                                                              |
| 36 |         | [əʊ]\|[ɤʊ]                   | ou           | عِوْ(偶ǒu)     |                                                                              |
| 37 |         | -[əʊ]\|[ɤʊ]                  | -ou          | كِوْ(口kǒu)    |                                                                              |
| 38 |         | [iaʊ]                        | yao          | يَوْ(要yào)    |                                                                              |
| 39 |         | -[iaʊ]                       | -iao         | كِيَوْ(教jiào)  |                                                                              |
| 40 |         | [iəʊ]\|[iɤʊ]                 | you          | يِوْ(有yǒu)    |                                                                              |
| 41 |         | -[iəʊ]\|[iɤʊ]                | -iu          | نِيِوْ(牛niú)   |                                                                              |
| 42 |         | [y]                          | yu           | يُوْ(与yǔ)     |                                                                              |
| 43 | and     | -[y]                         | -ü, -u       | نُوُ(女nǚ)     | limitado a las sílabas con las iniciales del Hanyu Pinyin j-, q-, x-, l-, n- |
| 44 |         | [an]                         | an           | ءًا(安ān)     |                                                                              |
| 45 |         | -[an]                        | -an          | دًا(但dàn)    |                                                                              |
| 46 | o       | [ən]                         | en           | ءٌ(恩ēn)      |                                                                              |
| 47 | o       | -[ən]                        | -en          | قٍ(根gēn)     |                                                                              |
| 48 | o       | [in]                         | yin          | ءٍ(因yīn)     |                                                                              |
| 49 |         | -[in]                        | -in          | ٿٍ(勤qín)     |                                                                              |
| 50 |         | [yn]                         | yun          | ىٌ(孕yùn)     |                                                                              |
| 51 |         | -[yn]                        | -un          | کٌ(均jūn)     | limitado a las sílabas con las iniciales del Hanyu Pinyin j-, q-, x-         |
| 52 |         | [iɛn]                        | yan          | يًا(严yán)    |                                                                              |
| 53 |         | -[iɛn]                       | -ian         | لِيًا(练liàn)  |                                                                              |
| 54 |         | [uan]\|[wan]                 | wan          | وًا(万wàn)    |                                                                              |
| 55 |         | -[uan]                       | -uan         | كُوًا(宽kuān)  |                                                                              |
| 56 |         | [yɛn]                        | yuan         | يُوًا(源yuán)  |                                                                              |
| 57 |         | -[yɛn]                       | -uan         | كُوًا(捐juān)  | limitado a las sílabas con las iniciales del Hanyu Pinyin j-, q-, x-         |
| 58 |         | [uən]\|[wən]                 | wen          | وٌ(问wèn)     |                                                                              |
| 59 |         | -[uən]                       | -un          | کٌ(困kùn)     |                                                                              |
| 60 |         | [ɑŋ]                         | ang          | ءْا(昂áng)    |                                                                              |
| 61 |         | -[ɑŋ]                        | -ang         | قْا(刚gāng)   |                                                                              |
| 62 | ninguno | [əŋ]                         | eng          | ninguno      | nada frecuente, ninguna representación en el xiao'erjing                     |
| 63 | o       | -[ɤŋ]                        | -eng         | قْع(更gèng)   |                                                                              |
| 64 |         | [iŋ]                         | ying         | ىٍْ(应yīng)    |                                                                              |
| 65 |         | -[iŋ]                        | -ing         | لٍْ(另lìng)    |                                                                              |
| 66 |         | -[ʊŋ]                        | -ong         | خْو(宏hóng)   |                                                                              |
| 67 | o       | [yʊŋ]                        | yong         | يْو(用yòng)   |                                                                              |
| 68 | o       | -[yʊŋ]                       | -iong        | ٿْو(穷qióng)  | limitado a las sílabas con las iniciales del Hanyu Pinyin j-, q-, x-         |
| 69 |         | [iɑŋ]                        | yang         | يْا(羊yáng)   |                                                                              |
| 70 |         | -[iɑŋ]                       | -iang        | لِيْا(良liáng) |                                                                              |
| 71 |         | [uɑŋ]\|[wɑŋ]                 | wang         | وْا(忘wàng)   |                                                                              |
| 72 |         | -[uɑŋ]                       | -uang        | كُوْا(况kuàng) |                                                                              |
| 73 |         | [uɤŋ]\|[wɤŋ]                 | weng         | وْع(翁wēng)   |                                                                              |

Las vocales en préstamos árabes y persas siguen sus respectivas ortografías, es decir, sólo las vocales largas se representan y las vocales cortas se omiten.
Aunque el sukún () se puede omitir al representar en préstamos árabes y persas, no se puede omitir cuando se representa en el chino. La excepción es la de las palabras monosilábicas empleados a menudo, que pueden tener el sukún omitido de la escritura. Por ejemplo, cuando están enfatizadas, "的" y "和" se escriben como (دِ) y (حـَ); cuando no están enfatizadas, pueden escribirse con los sukunes como (دْ) y (حـْ), o sin los sukunes como (د) y (حـ). 
Similarmente, el sukún puede también represente el final -[ŋ] chino. Esto a veces se sustituye por el fatHatan (), el kasratan (), o el dammatan ().
En palabras polisilábicas, el 'alif final (ـا) que representa la vocal larga -ā puede ser omitida y sustituida por una fatHah () representando la vocal corta -ă.
El xiao'erjing es similar al Hanyu Pinyin en el sentido de que las palabras se escriben como una sola, mientras que se inserta un espacio entre las palabras.
Al representar palabras chinas, el signo sháddah representa una duplicación de la totalidad de la sílaba sobre la que descansa. Tiene la misma función que el símbolo ideográfico de iteración chino "々".
Los signos de puntuación árabes se pueden utilizar con el xiao'erjing como pueden utilizarse con los signos de puntuación chinos, también pueden ser mezclados (pausas y puntos chinos con comas y comillas árabes).

## Ejemplo
Artículo 1º de la Declaración Universal de los Derechos Humanos en Xiao'erjing, caracteres chinos simplificado y tradicional, Hanyu Pinyin y español:
- Xiao'erjing:

«ژٍّ شْ‌ٍ عَر زِیُوْ، زَیْ ظٌ‌یًا حَ‌ کِیُوًالِ شَانْ‌ ءِلِیُوِ پِیٍٔ‌دٍْ. تَامٌ فُ‌یُوْ لِ‌ثٍْ حَ لِیَانْ‌ثٍ، بِیٍٔ یٍ ءِ ثِیٌ‌دِ قُوًاثِ دْ ݣ‌ٍْشٍ خُ‌ثِیَانْ دُوِدَیْ.»
- Caracteres chinos (simplificado):“人人生而自由，在尊严和权利上一律平等。他们赋有理性和良心，并应以兄弟关系的精神互相对待。”
- Caracteres chinos (tradicional):「人人生而自由，在尊嚴和權利上一律平等。他們賦有理性和良心，並應以兄弟關係的精神互相對待。」
- Hanyu Pinyin: «Rénrén shēng ér zìyóu, zài zūnyán hé quánlì shàng yílǜ píngděng. Tāmen fù yǒu lǐxìng hé liángxīn, bìng yīng yǐ xiōngdiguānxì de jīngshén hùxiāng duìdài.»
- Español: «Todos los seres humanos nacen libres e iguales en dignidad y derechos y, dotados como están de razón y conciencia, deben comportarse fraternalmente los unos con los otros.»